# Rebelión de Bambatha
La rebelión de Bambatha fue una revuelta  zulú contra el gobierno y los impuestos británicos en Natal , Sudáfrica , en 1906. La revuelta fue liderada por  Bambatha kaMancinza (c. 1860–1906?), líder del clan amaZondi de los zulúes, que vivían en el valle de Mpanza, un distrito cerca de Greytown,  KwaZulu-Natal

## Descripción general

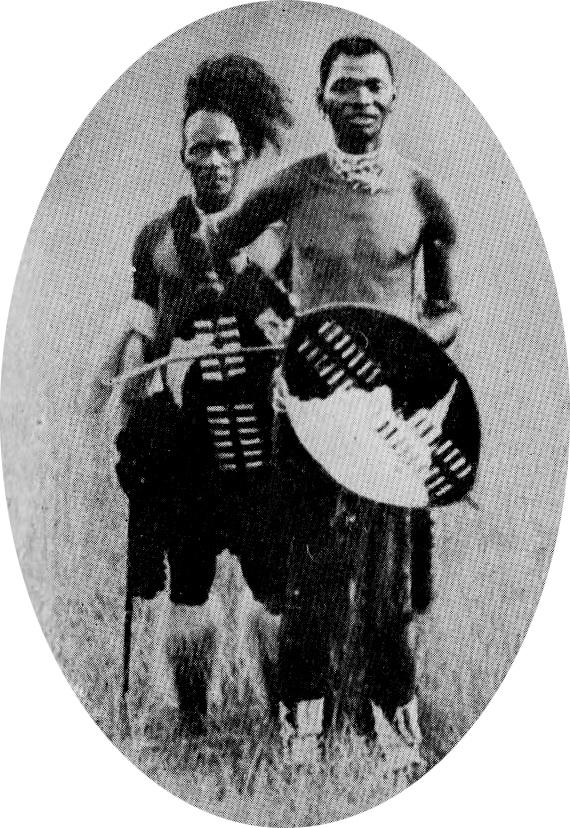
Bhambatha, a la derecha, con un asistente

En los años posteriores a la segunda guerra bóer, los empleadores británicos en Natal tuvieron dificultades para reclutar trabajadores agrícolas negros debido al aumento de la competencia de las minas de oro de Witwatersrand. Las autoridades coloniales introdujeron un impuesto per cápita de £ 1 además del impuesto de choza existente para presionar a los hombres zulúes para que ingresasen en el mercado laboral. Bambatha, que gobernó a unas 5500 personas que vivían en aproximadamente 1100 hogares, fue uno de los jefes que se resistió a la introducción y recaudación del nuevo impuesto.
El gobierno de Natal envió oficiales de policía para cobrar el impuesto a los distritos recalcitrantes y en febrero de 1906 dos oficiales británicos fueron asesinados cerca de Richmond, KwaZulu-Natal. Con la introducción de la ley marcial, Bambatha huyó hacia el norte para consultar al rey  Dinuzulu, quien le dio un apoyo tácito y lo invitó a él y su familia a quedarse en la granja real.
Bambatha regresó al valle de Mpanza para descubrir que el gobierno de Natal lo había depuesto como jefe. Reunió una pequeña fuerza de partidarios y comenzó a lanzar una serie de ataques de guerrilla utilizando el bosque de Nkandla como base. Tras una serie de éxitos iniciales, las tropas coloniales bajo el mando del Coronel Duncan McKenzie emprendieron una expedición a fines de abril de 1906.
Una vez que lograron enfrentarse y rodear a los rebeldes en Mome Gorge, la victoria británica en la batalla desigual fue inevitable, dada la gran disparidad de fuerzas. A medida que salía el sol, los soldados coloniales abrían fuego con ametralladoras y cañones, contra la mayoría rebelde armados solo con azagayas tradicionales (lanzas), knobkierrie (palos de combate) y escudos de piel de vaca.
Bambatha fue asesinado y decapitado durante la batalla; sin embargo, muchos de sus partidarios creían que todavía estaba vivo y su esposa se negó a llorar. El principal aliado de Bambatha, el aristócrata zulú Inkosi Sigananda Shezi de 95 años de edad, del clan amaCube, primo y casi contemporáneo del rey zulú Shaka, fue capturado por las tropas coloniales y murió unos días después.
Entre 3000 y 4000 zulús murieron durante la revuelta, algunos de los cuales murieron luchando del lado del gobierno de Natal. Más de 7000 fueron encarcelados y 4000 azotados. El rey Dinizulu fue arrestado y condenado a cuatro años de prisión por traición.
La guerra le costó al gobierno de Natal, £ 883 576: 550 , equivalente a £ 370 000 000 en 2010.

### El papel de Mahatma Gandhi
| Cantidad efectivamente recaudada del impuesto de sondeo entre 1906 y 1909: 131 | Cantidad efectivamente recaudada del impuesto de sondeo entre 1906 y 1909: 131 | Cantidad efectivamente recaudada del impuesto de sondeo entre 1906 y 1909: 131 | Cantidad efectivamente recaudada del impuesto de sondeo entre 1906 y 1909: 131 | Cantidad efectivamente recaudada del impuesto de sondeo entre 1906 y 1909: 131 |
| 1906                                                                           | 1907                                                                           | 1908                                                                           | 1909                                                                           |                                                                                |
| Natal                                                                          | Natal                                                                          | Natal                                                                          | Natal                                                                          | Natal                                                                          |
| ------------------------------------------------------------------------------ | ------------------------------------------------------------------------------ | ------------------------------------------------------------------------------ | ------------------------------------------------------------------------------ | ------------------------------------------------------------------------------ |
| £68,500                                                                        | £49,637                                                                        | £45,150                                                                        | £41,498                                                                        |                                                                                |
| Zululand                                                                       |                                                                                |                                                                                |                                                                                |                                                                                |
| £7,990                                                                         | £4,267                                                                         | £3,940                                                                         | £3,520                                                                         |                                                                                |
| Total                                                                          |                                                                                |                                                                                |                                                                                |                                                                                |
| £76,490                                                                        | £53,904                                                                        | £49,090                                                                        | £45,018                                                                        |                                                                                |

 Mohandas Karamchand Gandhi, que se encontraba en Sudáfrica en ese momento, sintió que los indios en Sudáfrica harían todo lo posible por servir al Imperio Británico como una fuerza de reserva en el Ejército contra el levantamiento zulú. Gandhi animó activamente a los británicos a reclutar indios. Argumentó que los indios deberían apoyar los esfuerzos de guerra para legitimar sus reclamos de ciudadanía plena. Los británicos, sin embargo, se negaron a comisionar a los indios como oficiales del ejército. No obstante, aceptaron la oferta de Gandhi de permitir que un destacamento de indios se ofreciera como cuerpo de camilleros para tratar a los soldados británicos heridos. Este cuerpo de 21 fue mandado por Gandhi. Gandhi instó a la población india en Sudáfrica a unirse a la guerra a través de las columnas  del Indian Opinion: "Si el gobierno solo se diera cuenta de qué fuerza de reserva se está desperdiciando, la utilizarían y les daría a los indios la oportunidad de un entrenamiento completo para la guerra real". Más tarde, en 1927, escribió sobre el evento como «No hay guerra, sino un hombre que caza».

## Conmemoración
En 2006, el centenario de la rebelión fue conmemorado en una ceremonia que declaró al Jefe Bambatha un héroe nacional de la Sudáfrica posterior al apartheid. Además, su foto apareció en un sello postal y se cambió el nombre de una calle en su honor.
Según los discursos en la ceremonia, el cuerpo decapitado no había sido realmente el de Bambatha y el jefe real logró escapar a Mozambique. Esta creencia es todavía muy actual; una prueba de ADN de su presunto cuerpo no dio una respuesta definitiva. [cita requerida]